# Robert Clotworthy

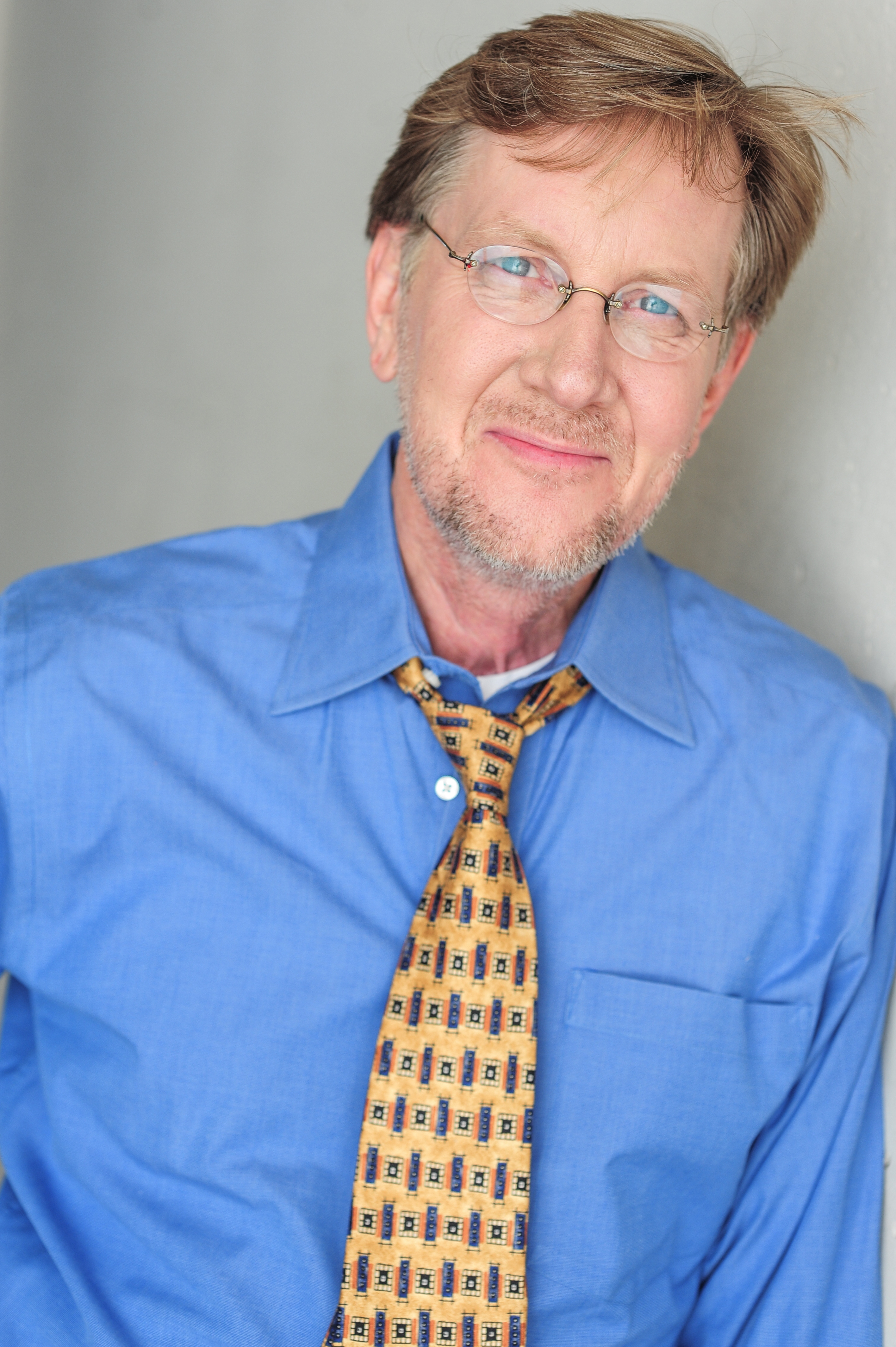
Robert Clotworthy, 2010

Robert Clotworthy (unter dem Namen Robert Bruce Clotworthy) (* 24. Oktober 1955 in Los Angeles, Kalifornien, Vereinigte Staaten) ist ein US-amerikanischer Synchronsprecher.
In Amerika ist Clotworthy besonders für seine Mitarbeit als Sprecher der  an Amerikanischen Ausgabe der Fernsehserie „Ancient Aliens – Unerklärliche Phänomene“  für den Fernsehsender HISTORY und für die Emmy nominierte Dokumentation  „Empire of Dreams: The Story of the Star Wars Trilogy“ bekannt. Außerdem leiht er in StarCraft Jim Raynor seine Stimme und wirkte in zahlreichen weiteren Produktionen mit.

## Rollen (Auswahl)
Clotworthy arbeitete in über 100 Spielfilmen und Fernsehsendungen mit.
- In der US-Fernsehserie „Hunter“ erscheint er als forensischer Techniker
- Clotworthy war auch Erzähler der Emmy nominierten Dokumentarfilme „Empire of Dreams: The Making of Star Wars Trilogie“ und „Star Wars: The Legacy Revealed“
- „Indiana Jones“
- „Ultimate Quest“
- „Batman Unmasked: The Psychology of the Dark Knight“
- „Tekken 5“ und die Fortführung „Tekken 5: Dark Resurrection“
- Als Ankündiger in einigen Folgen von Two and a Half Men
- Als Ankündiger in einigen Folgen von The Big Bang Theory
- Als Ankündiger in einigen Folgen von The Mentalist
- The Green Hornet
- 3 Engel für Charlie